# Софтпанорама
Софтпанорама — неформальное общество программистов и одноименный бюллетень, созданные Николаем Безруковым в сентябре 1989 года в Киеве. Задачами бюллетеня было распространение программного обеспечения в исходных текстах (Open Source), обмен разработками отечественных программистов, защита от компьютерных вирусов, проведение ежемесячных семинаров.

## Семинары
Семинары собирали значительное количество очень способных программистов. Уровень квалификации программистов того периода был весьма высок, и многие из бывших участников семинара после распада СССР, выехавшие в другие страны, стали там крупными разработчиками, руководителями проектов в крупных фирмах. Успех семинара был прежде всего связан с открытым обсуждением разработок и свободным обменом информацией. Другим положительным эффектом явилось то, что удалось преодолеть изоляцию отдельных разработчиков — благодаря выступлениям на семинарах многих ведущих разработчиков стали знать в лицо. Таким образом, были созданы предпосылки для работы над проектами типа GNU. К сожалению, по ряду причин этим предпосылкам было не суждено реализоваться. Тем не менее, семинары служили своего рода координационным центром для операторов станций FIDO, а также для первых сайтов Internet.

## Вирусная тематика
Вирусная тематика была очень актуальна, примерно до 1995 года, и это поддерживало интерес к бюллетеню даже среди тех, кому исходные тексты программ были не очень интересны. Борьбе с вирусами посвящался специальный выпуск бюллетеня — отдельная дискета с последними версиями антивирусных программ. С разрешения фирмы «ДиалогНаука» в Софтпанораме регулярно публиковались новые версии сканера Aidstest, ревизора Adinf, а позднее сканера Dr.Web.

## Распространение и подписка
В то время (начало 1990-х гг) сеть FIDO в странах бывшего СССР была в начальной стадии развития, модемы были редки, поэтому распространение на дискетах оставалось средством распространения бюллетеня Софтпанорамы практически до 1997 года. Распространение на дискетах во многом способствовало созданию определенного лица издания и структуры рубрик, стимулируя отбор материалов в силу ограничения на объём. Основной проблемой было то, что в условиях распространения на дискетах обратная связь между пользователями и автором была возможна только при личной встрече или наличии у обоих доступа к телеграфу или телефону, ведь СССР и, следовательно, Россия 1990-х сильно отставала от развитых стран; и даже просто для того, чтобы позвонить в другой город, необходимо было заказывать междугородний звонок — условия, которые далеко не всегда выполнялись с учётом того, что авторами часто были студенты и аспиранты вузов.
| Год                         | 1989     | 1990     | 1991     | 1992     | 1993     | 1994     | 1995     | 1996     | 1997     | 1998 |
| --------------------------- | -------- | -------- | -------- | -------- | -------- | -------- | -------- | -------- | -------- | ---- |
| Количество выпусков         | 4        | 10       | 10       | 10       | 10       | 10       | 10       | 5        | 4        | 4    |
| Количество дискет в выпуске | 1 (720K) | 1 (720K) | 2 (720K) | 3 (720K) | 4 (720K) | 3 (1.2M) | 3 (1.2M) | 3 (1.2M) | 3 (1.4M) | Web  |

Хотя бюллетень был свободно копируемым, организации могли заплатить деньги за подписку (при этом количество внутренних дополнительных копий не ограничивалось). Индивидуальные подписчики могли скопировать Софтпанораму по минимальным ценам. Благодаря этому удалось создать фонд для выплаты стипендий. По сути, это был тот же принцип, который применили и применяют сейчас ведущие распространители Linux (RedHat, SuSE, Caldera). Среди стипендиатов Софтпанорамы были в разное время Дмитрий Гуртяк (разработчик популярной программы KeyRus), Игорь Свиридов (один из первых операторов FIDO в Киеве, создавший узел Софтпанорама и, позднее, внёсший существенный вклад в становление Internet на Украине), Максим Круковский (автор свободно распространяемой антивирусной программы Lecar), Всеволод Волков (автор знаменитого Volkov Commander).
Софтпанорама была активным популяризатором сети FIDO на Украине, и с 1991 года узел Softpanorama был центральным узлом FIDO в Киеве.
Акцент на публикацию исходных текстов и свободно распространяемой документации сохранился до последнего дискетного номера бюллетеня, и за десять лет Софтпанорамой собрана уникальная библиотека исходных текстов, разработанных программистами на всей территории бывшего СССР.
В общей сложности с 1989 по 1998 гг вышло 113 выпусков бюллетеня.